# Yentl Vandevelde
Yentl Vandevelde (Gand, 31 ottobre 2000) è un ciclista su strada belga che corre per il Team Flanders-Baloise.

## Palmarès

### Strada
- 2023 (TDT Unibet, una vittoria)

1ª tappa Ster ZLM Toer (Westkapelle > 's-Heerenhoek)

#### Altri successi
- 2022 (Minerva Cycling)

Internatie Reningelst

## Piazzamenti

### Classiche monumento
- Giro delle Fiandre

2024: ritirato
- Parigi-Roubaix

2024: 91°